# Lijst van shorttrackrecords 3000 meter aflossing vrouwen
Dit is een overzicht van de schaatsrecords op de 3000 meter relay vrouwen bij het shorttrack.

## Ontwikkelingwereldrecord3000 meter relay shorttrack
| Nr | Naam                                                                     | Land       | Tijd     | Plaats         | Datum      |
| -- | ------------------------------------------------------------------------ | ---------- | -------- | -------------- | ---------- |
| 1  | Mariarosa Candido, Gabriella Monteduro, Barbara Mussio, Cristina Sciolla | Italië     | 4.47,28  | Boedapest      | 17-01-1988 |
| 2  | Mariarosa Candido, Gabriella Monteduro, Barbara Mussio, Cristina Sciolla | Italië     | 4.45,88  | Calgary        | 24-02-1988 |
| 3  | Mariko Konishita, Hiromi Takeuchi, Nobuko Yamada, Yumiko Yamada          | Japan      | 4.42,23  | Nobeyama       | 10-10-1988 |
| 4  | Marinella Canclini, Letty LaTorre, Gabriella Monteduro, Cristina Sciolla | Italië     | 4.41,09  | Boedapest      | 03-02-1991 |
| 5  | Li Changxiang, Li Yan, Wang Xiulan, Zhang Yanmei                         | China      | 4.33,82  | Albertville    | 16-11-1991 |
| 6  | Li Changxiang, Li Yan, Wang Xiulan, Zhang Yanmei                         | China      | 4.33,49  | Albertville    | 17-11-1991 |
| 7  | Li Yan, Wang Xiulan, Yang Zhen Cun, Zhang Jie                            | China      | 4.32,40  | Peking         | 13-12-1992 |
| 8  | Christine Boudrias, Angela Cutrone, Isabelle Charest, Nathalie Lambert   | Canada     | 4.26,56  | Peking         | 28-03-1993 |
| 9  | Wang Chunlu, Yang Yang (S), Zhang Dongxiang, Zhang Yanmei                | China      | 4.24,68  | Gjøvik         | 19-03-1995 |
| 10 | Sun Dan, Wang Chunlu, Yang Yang (A), Yang Yang (S)                       | China      | 4.23,13  | Harbin         | 06-02-1996 |
| 11 | Barbara Baldissera, Marinella Canclini, Katia Colturi, Mara Urbani       | Italië     | 4.21,50  | Den Haag       | 03-03-1996 |
| 12 | An Sang-mi, Chun Lee-kyung, Kim Sun-mi, Won Hye-kyung                    | Zuid-Korea | 4.18,080 | Peking         | 01-12-1996 |
| 13 | An Sang-mi, Chun Lee-kyung, Kim Sun-Mi, Won Hye-kyung                    | Zuid-Korea | 4.17,630 | Peking         | 08-12-1996 |
| 14 | An Sang-mi, Chun Lee-kyung, Kim Yoon-mi, Won Hye-kyung                   | Zuid-Korea | 4.16,260 | Nagano         | 17-02-1998 |
| 15 | Sun Dandan, Wang Cunlu, Yang Yang (A), Yang Yang (S)                     | China      | 4.13,541 | Calgary        | 19-10-2001 |
| 16 | Choi Eun-kyung, Choi Min-kyung, Joo Min-jin, Park Hye-won                | Zuid-Korea | 4.12,793 | Salt Lake City | 20-02-2002 |
| 17 | Cheng Xiaolei, Fu Tianyu, Wang Meng, Wang Wei                            | China      | 4.11,802 | Calgary        | 18-10-2003 |
| 18 | Byun Chun-sa, Choi Eun-kyung, Kim Min-jee, Ko Gi-hyun                    | Zuid-Korea | 4.11,742 | Calgary        | 19-10-2003 |
| 19 | Jung Eun-ju, Park Seung-hi, Shin Sae-bom, Yang Shin-young                | Zuid-Korea | 4.09,938 | Salt Lake City | 10-02-2008 |
| 20 | Liu Qiuhong, Wang Meng, Zhang Hui, Zhou Yang                             | China      | 4.07,179 | Salt Lake City | 18-10-2008 |
| 21 | Sun Linlin, Wang Meng, Zhang Hui, Zhou Yang                              | China      | 4.06,610 | Vancouver      | 24-02-2010 |
| 22 | Cho Ha-ri, Kim A-lang, Park Seung-hi, Shim Suk-hee                       | Zuid-Korea | 4.06,215 | Kolomna        | 17-11-2013 |
| 23 | Choi Min-jeong, Kim Geon-hee, Noh Do-hee, Shim Suk-hee                   | Zuid-Korea | 4.05,320 | Calgary        | 06-11-2016 |
| 24 | Choi Min-jeong, Kim Geon-hee, Noh Do-hee, Shim Suk-hee                   | Zuid-Korea | 4.04,222 | Salt Lake City | 12-11-2016 |
| 25 | Suzanne Schulting, Jorien ter Mors, Lara van Ruijven, Yara van Kerkhof   | Nederland  | 4.03,471 | Pyeongchang    | 20-02-2018 |